# Иманалиев, Мурзабек Иманалиевич
Мурзабек Иманалиевич Иманалиев (13 сентября 1931, село Каинды, Чуйская область, Киргизская АССР, затем (Кеминском районе Кыргызстана) — 24 февраля 2017, Бишкек, Кыргызстан) — советский и киргизский математик, специалист в области теории дифференциальных и интегро-дифференциальных уравнений, и их приложений в прикладных науках. Директор Института теоретической и прикладной математики НАН Кыргызстана (1984—2016). Доктор физико-математических наук (1965), профессор (1966), академик АН Киргизской ССР (1977), член-корреспондент АН СССР и РАН (1981).

## Биография
Учился в сельской школе и одновременно начал трудовую деятельность счетоводом колхоза Каинды в 1946 г.
В 1949 г. окончил среднюю школу № 5 г. Фрунзе (ныне Бишкек), в 1953 г. — физико-математический факультет Киргизского государственного университета (КГУ). В 1956 г. по окончании аспирантур в КГУ и МГУ имени М. В. Ломоносова защитил кандидатскую диссертацию на тему «О поведении решений интегро-дифференциальных уравнений с малым параметром при старшей производной».
В 1957—1960 гг. — преподаватель, старший преподаватель, заведующий кафедрой интегро-дифференцированных уравнений КГУ, кандидат физико-математических наук.
В 1960—1962 гг. — проректор по учебной работе, затем старший научный сотрудник (докторант) Фрунзенского политехнического института (ныне Кыргызский технический университет им. Исхака Раззакова).
В 1965 г. ученому была присуждена научная степень доктоа физико-математических наук, а в 1966 г. — ученое звание профессора.
В 1966—1976 гг. — директор Института физики и математики АН Киргизской ССР.
С 1973 г. — член Исполкома Международного союза математиков по развитию и обмену; обозреватель реферативного журнала «Mathematical Reviews».
- 1976—1979 гг. — ректор Киргизского государственного университета.
- 1979—1987 гг. — президент Академии наук Киргизской ССР,
- 1984—2016 гг. — Директор Института теоретической и прикладной математики АН Киргизской ССР/НАН Кыргызской Республики.

Академик АН Киргизской ССР (ныне — НАН КР) (1979), член-корреспондент (с 1969 г.). Член-корреспондент АН СССР (ныне РАН) (1981).
С 2000 г. — член Исследовательской коллегии советников Американского Биографического Института.
Депутат Совета Национальностей Верховного Совета СССР от Киргизской ССР 10 и 11 созывов
Похоронен на Ала-Арчинском кладбище.

## Награды и звания
- орден Трудового Красного Знамени (1979)
- орден «Манас» III (1997) и I (2003)[4] степеней
- медали СССР
- Почётная золотая медаль Президента Кыргызской Республики «За выдающиеся научные достижения в XX столетии» (2001)[5]
- Почётные грамоты Президиума Верховного Совета Киргизской ССР
- Заслуженный деятель науки Киргизской ССР (1981)
- Награда Американского Биографического Института (2000)

## Публикации
Автор 7 монографий, двух учебников для средней школы с кыргызским языком обучения, 7 авторских изобретений и более 200 научных работ. Некоторые труды:
- 1972 г. — «Асимптотические методы в теории сингулярно-возмущённых интегро-дифференциальных систем».
- 1974 г. — «Колебания и устойчивость решений сингулярно-возмущённых интегро-дифференциальных систем».
- 1976 г. — «Математические моделирование народно-хозяйственных задач Киргизии».
- 1977 г. — «Методы решения нелинейных обратных задач и их приложения».
- 1981 г. — «Обобщённые решения интегральных уравнений первого рода».
- 1991 г. — «Нелинейные интегро-дифференциальные уравнения в частных производных».
- 1998 г. — «Методы решения многопродуктовой задачи размещения».
- 2001 г. — «Сингулярно-возмущённые уравнения при нарушении условия устойчивости»